# Salada Cobb
A salada Cobb é uma salada de origem americana normalmente usada como prato principal, e tipicamente feita com salada de verduras picadas (alface americana, agrião, endívias e alface romana), tomate, bacon crocante, peito de frango frito, ovos cozidos, abacate, cebolinha, queijo azul, e vinagrete de vinho tinto. Os ingredientes são colocados em um prato de forma organizada, dispondo cada um em uma fileira.

## Origem
Várias histórias distintas contam como a salada foi inventada. Diz-se que ela surgiu em 1938 no restaurante Hollywood Brown Derby, onde se tornou um prato de assinatura. O nome dela foi dado a partir do nome do proprietário do restaurante, Robert Howard Cobb.  As histórias variam quanto a se a salada foi inventada por Cobb ou por seu chef, Paul J. Posti. A lenda é que Cobb só teria comido próximo da meia-noite e, por isso, misturou as sobras que encontrou na cozinha, junto com um pouco de bacon preparado pelo cozinheiro da linha, e apreciou junto com o molho francês.
Outra versão da criação é que Robert Kreis, chef executivo do restaurante, criou a salada em 1929 (ano em que foi inaugurada a locação do Brown Derby em Hollywood) e a nomeou em homenagem a Robert Cobb. A mesma fonte confirma que 1937 foi a data relatada da versão observada acima, com Cobb fazendo a salada.
Versões autênticas da salada Cobb são preparadas com quatro variedades de verduras: alface americana, agrião, endívia e alface romana.
Algumas receitas incluem outros tipos de queijo além do Roquefort, como cheddar ou Monterey Jack, ou ainda, nenhum queijo.

### Na cultura popular
A origem da salada Cobb foi o assunto de um debate apresentado no Episódio 3 da 2ª temporada de Curb Your Enthusiasm. Em How to Get Away With Murder, a salada Cobb é um dos pratos favoritos de Annalise Keating (Viola Davis) e Bonnie Winterbottom (Liza Weil). Elas o compram no Lon's e comem a salada sentadas, em um banco no parque próximo. Eve Rothlo (Famke Janssen) pede o mesmo que Annalise e come junto com ela em uma suíte de hotel.